# Elmton
Elmton är en ort i civil parish Elmton with Creswell, i distriktet Bolsover, Storbritannien. Den ligger i grevskapet Derbyshire och riksdelen England, i den sydöstra delen av landet, 210 km norr om huvudstaden London, belägen cirka 40 km från Derby. Elmton var en civil parish fram till 2014 när blev den en del av Elmton with Creswell. Civil parish hade 5 550 invånare år 2011. Byn nämns i Domedagsboken från 1086 och kallas där för Helmetune.